# Georg Heinrich Schwarzkopf
Georg Heinrich Schwarzkopf (* 3. Juli 1735 in Barterode; † 6. März 1795 in Ratzeburg) war ein deutscher Verwaltungsjurist und Amtmann.

## Leben
Georg Heinrich Schwarzkopf war ein Sohn des aus Thüringen stammenden Pastors Adam Franz Schwarzkopf (1700–1759). Er studierte von 1750 bis 1756 Rechtswissenschaften und Cameralia an der Universität Göttingen. Er trat zunächst in den braunschweigischen Verwaltungsdienst ein und wurde von 1757 bis 1759 als Amtsauditor im Amt Thedinghausen beschäftigt. 1759 bestand er die Auditorenprüfung für den Staatsdienst im Kurfürstentum Braunschweig-Lüneburg. Als Militärrichter im Kurhannoverschen Garderegiment zu Fuß nahm er von 1760 bis 1763 am Siebenjährigen Krieg teil. Nach dem Krieg wurde er Amtsschreiber im lauenburgischen Amt Steinhorst und dort 1771 zum Amtmann befördert. Als Amtssitz diente das Herrenhaus Steinhorst. In Steinhorst machte er sich um die Verkoppelung und die Verbesserung der Agrarstruktur im Lauenburgischen verdient; seine Vorgehensweisen wurden als beispielhaft für die weitere Verkoppelung im Herzogtum Lauenburg anerkannt. 1779 wurde er als Amtmann in das Amt Dannenberg im Fürstentum Lüneburg versetzt. Seine letzte Versetzung vor seinem Tod erfolgte 1792 nach Ratzeburg.
Georg Heinrich Schwarzkopf heiratete 1765 in Sandesneben Lucie Dorothea Mackeprang aus Preetz. Aus der Ehe gingen drei Söhne, darunter der spätere hannoversche Ministerresident Joachim von Schwarzkopf und der sächsische Minister Bendix von Schwarzkopf (1777–1822), und drei Töchter hervor.